# Långtjärnen (Svegs socken, Härjedalen, 687323-142966)
Långtjärnen är en sjö i Härjedalens kommun i Härjedalen och ingår i Ljusnans huvudavrinningsområde.